# Yuri Gulyayev
Yuri Aleksándrovich Gulyáiev (en ruso, Ю́рий Алекса́ндрович Гуля́ев; Tiumén, Unión Soviética, 9 de septiembre de 1930 - Moscú, Unión Soviética, 23 de abril de 1986) fue un cantante de ópera soviético nacido en Tiumén en el Óblast de los Urales.
Estudió en el Conservatorio Estatal de los Urales en Sverdlovsk. Entre sus actuaciones más notables se encuentran las del Teatro Bolshói de Moscú.
Fue nombrado Artista del Pueblo de la URSS en 1968. Murió el 23 de abril de 1986 de insuficiencia cardíaca a la edad de 55 años.